# Emerald Beaut
Emerald Beaut® es una variedad cultivar de ciruelo (Prunus salicina), de las denominadas ciruelas japonesas.
Una variedad que fue obtenida por el cruce de 'Wickson' x 'Red Beaut Plum', antes de 1994 en Modesto (California) (EE. UU.)
Las frutas son de tamaño grande a muy grande con forma redondeada ligeramente oblonga, color de piel verde ambarina a amarillenta con una pruina gris cerosa cubierta casi en su totalidad por numerosas lenticelas pequeñas, tienen una pulpa de color ámbar, textura firme jugosa, y sabor dulce agradable con un buen aroma.

## Sinonimias
- "Emerald Beaut Plum",
- "Emerald Beaut Japanese Plum".

## Historia
'Emerald Beaut' variedad de ciruela, fue obtenida por el equipo de los obtentores Chris F. Zaiger, Leith M. Gardner, Gary N. Zaiger, y Grant G. Zaiger antes de 1994, como una de las numerosas plántulas sembradas en el huerto en Modesto (California), obtenidas de una polinización de la variedad 'Wickson' como "Parental Madre" x ["Parental Padre" el polen de plántula de selección con el número de identificación 3W32LC. de 'Red Beaut Plum' (U.S. Plant Pat. No. 2,539)].
Fue registrada con la patente de los Estados Unidos USPP9162P como "Application US08/338,950".

## Características
'Emerald Beaut' árbol medio y vigoroso, siendo su fuerte crecimiento erguido una característica notable de la variedad, extendido, bastante productivo. Flor blanca, que tiene un tiempo de floración que comienza a partir del 18 de abril con el 10% de floración, para el 21 de abril tiene una floración completa (80%), y para el 8 de mayo tiene un 90% de caída de pétalos. Es semi auto estéril necesita un polinizador adecuado.
'Emerald Beaut' tiene una talla de fruto de grande a muy grande, uniforme, de forma redondeada ligeramente oblonga a ovalada; epidermis tiene una piel lisa de color verde ambarina a amarillenta con una pruina gris cerosa cubierta casi en su totalidad por numerosas lenticelas pequeñas, tiene una pulpa ámbar, textura firme jugosa, y sabor dulce agradable con un buen aroma, 16° ºBrix.
Hueso no adherente, mediano, elíptico, aplanado, surcos poco marcados, superficie rugosa.
Su tiempo de recogida de cosecha se inicia en su maduración de principios a mediados de agosto, ciruela de mitad de temporada de gran calidad y alta productividad.

## Usos
Una buena ciruela de postre fresco en mesa.

## Polinización
No muy autofértil; polinizado con éxito por 'Beauty', 'Burgundy', 'Late Santa Rosa', 'Nubiana', 'Flavor King Pluot'. (Pat. No. 9162) (Zaiger).